# Domícia Lucil·la
Domícia Lucil·la (en llatí Domitia Lucilla) anomenada també Domícia Calvil·la (Domitia Calvilla) va ser una dama romana que va morir entre els anys 155 i 161.
Va ser l'esposa de Marc Anni Ver i la mare de l'emperador Marc Aureli. Formava part d'una rica família de propietaris que tenien una fàbrica de rajoles i maons al costat del riu Tíber, prop de Roma, que facilitava materials de construcció per als millors monuments de la capital, el Colosseu, el Panteó de Roma i els Mercats de Trajà, i exportava a Hispània, la Gàl·lia i al nord d'Àfrica.
El seu marit era pretor i venia d'una antiga família de rang senatorial. La germana del seu marit, Faustina Major es va casar amb Antoní Pius quan encara no era emperador.
L'any 124 el seu marit va morir i va criar ella mateixa els fills, Marc Aureli i Annia Cornificia, que van ser adoptats per Antoní Pius. També amb ells va educar Didi Julià, que va ser breument emperador l'any 193. Marc Aureli va heretar, quan la seva mare va morir, la fàbrica de maons i les seves riqueses. A les Meditacions Marc Aureli la defineix com "una persona piadosa i generosa que va dur una vida senzilla". Va passar els seus últims anys vivint a Roma amb el seu fill.